# شيكونغونيا
شيكونجونيا (بالإنجليزية: Chikungunya)‏ هو مرض يتسبب به فيروس شيكونغونيا، يتعرض المصاب به عادةً إلى حمى أولية مفاجئة من يومين إلى 7 أيام ويتعرض لآلام تدوم لأسابيع أو شهور وحتى سنوات، ويتعرض لآلام مفصلية، معدل الوفاة بهذا المرض ضئيل فهو يصل من 1 من 1000 إصابة والمسنين هم الأكثر عُرضة للموت بسبب هذا المرض.
ينتقل هذا الفيروس عن طريق نوع من البعوض يسمى بالزاعجة Aedes وبعوضة أخرى تسمى الزاعجة المصرية، هذا المرض منتشر حالياً في الولايات المتحدة والمكسيك ودول البحر الكاريبي، أفضل الوسائل لمنع المرض هي عن طريق تجنب عضات البعوض والابتعاد عن الأشخاص المصابين بالمرض، يمكن استخدام الأدوية لتخفيض الأعراض والاستراحة وشرب السوائل هي وسيلة أيضاً للعلاج من المرض.